# ブルース・マシューズ
ブルース・マシューズ（Bruce Matthews 1961年8月8日- ）はノースカロライナ州ローリー出身の元アメリカンフットボール選手。NFLのヒューストン・オイラーズ/テネシー・オイラーズ/テネシー・タイタンズで1983年から2001年までプレーした。ポジションはオフェンスラインマン。NFL史上最良のオフェンスラインマンの1人と考えられている。プロボウル選出は14年連続14回で、2012年現在NFL最多タイ記録。現役引退後はNFLチームのアシスタントコーチとなっている。

## 経歴
彼はアメリカンフットボール一家に生まれた。彼の父親、クレイ・マシューズ・シニアは1950年代にサンフランシスコ・フォーティナイナーズでプレーした選手であり、兄のクレイ・マシューズ・ジュニアはNFLで19年間プレーした。甥のクレイ・マシューズ3世は2009年のNFLドラフトでグリーンベイ・パッカーズにドラフト1巡目で指名されて入団している。1970年代にマシューズ一家はシカゴに住んでおり彼は1年間地元の高校に通ったがその後ロサンゼルスの高校に転校した。高校時代彼はオフェンスラインマン、ディフェンスラインマンとしてプレーすると共にアマチュアレスリングでは地元リーグの最優秀選手となった。
高校卒業後、USCに進学した彼はオフェンスラインマンとして活躍し4年次にはオールアメリカンに選出され、またモリス賞（カレッジフットボールのオフェンスラインマン、ディフェンスラインマンのそれぞれ最優秀選手に与えられる）を獲得した。大学時代に彼は1994年からオイラーズのヘッドコーチとなったジェフ・フィッシャーとチームメートだった。
1983年のNFLドラフトで1巡目全体9位でヒューストン・オイラーズに指名されて入団した。アール・キャンベルのリードブロッカーとしてもプレーした。レフトガード、ライトガード、センター、ライトタックル、レフトタックルとオフェンスラインの5つ全てのポジションでプレーした彼はガードとセンターでプロボウルにNFL最多記録タイの14回（ガードで9回、センターで5回）選出された（もう1人はマーリン・オルセン）。またオールプロに9回、オールAFCに12回選出されると共にNFL1990年代オールディケイドチームのガードにも選ばれている。彼はオイラーズ（在籍中、オイラーズは移転によってテネシー・オイラーズ、テネシー・タイタンズと名称を変更した。）一筋でプレーし、296試合の出場はプレースキッカーやパンターを除いた最多記録となっている。オフェンスラインマンとしては史上最長の19シーズンプレーした彼は2001年に現役を引退した。その後彼の背番号74番は永久欠番となった。
2007年にプロフットボール殿堂入りを果たした。これはチームがテネシーに移って以来初の選出であった。また1983年にドラフト指名を受けた選手としてはダン・マリーノ、エリック・ディッカーソン、ジョン・エルウェイ、ジム・ケリーに続く5人目の選出となった（その後ダレル・グリーンも選出されている。）。
2009年に彼はヒューストン・テキサンズのアシスタントコーチ（オフェンシブライン担当）としてNFLに復帰。2011年シーズンからは古巣タイタンズでアシスタントコーチをしている。

## 家族
彼の5人の息子のうち3人は高校、大学でアメリカンフットボールを行っている。2010年、その1人であるケビン・マシューズがルーキーフリーエージェントでテネシー・タイタンズと契約した。